# Убићу те за сићу
Убићу те за сићу (енгл. Dead for a Dollar) амерички је вестерн из 2022. године, у режији и по сценарију Вотера Хила. Главне улоге тумаче Кристоф Валц, Вилем Дафо и Рејчел Брознахан. Радња прати ловца на главе (Валц) у потрази за несталом супругом (Брознахан) једног предузетника.

## Радња
Радња прати ветерана ловца на главе Макса Борлунда дубоко у Мексико где сусреће професионалног коцкара и одметника Џоа Крибенса — заклетог непријатеља којег је Макс годинама пре тога послао у територијални затвор. Борлунд је на мисији да пронађе и врати Рејчел Кид, жену богатог бизнисмена из Санта Феа. Како је прича испричана Максу, госпођу Кид је отео војник Бафала Елија Џоунс.
Откривши да је госпођа Кид заправо побегла из насилног брака, Макс је на крају суочен са избором: да заврши непоштени посао који је унајмљен да обави или да остане по страни док се немилосрдни плаћеници одметници и његов дугогодишњи ривал приближавају граду који је био привремено светилиште.
Коначни обрачун постаје предмет судбине и богатства. Макс и његов партнер Алонзо По, такође војник из Бафала, немају шта да добију ако се одупру — ништа осим части.

## Улоге
| Глумац           | Улога             |
| ---------------- | ----------------- |
| Кристоф Валц     | Макс Борлунд      |
| Вилем Дафо       | Џо Крибенс        |
| Рејчел Брознахан | Рејчел Кид        |
| Ворен Берк       | Алонзо По         |
| Брендон Скот     | Елајџа Џоунс      |
| Бенџамин Брет    | Тиберио Варгас    |
| Луис Чавез       | Естебан Ромеро    |
| Хејмиш Линклатер | Мартин Кид        |
| Фидел Гомез      | капетан Арагон    |
| Гај Бернет       | Бил Енглез        |
| Алфредо Кироз    | Енрике Бустамонте |
| Скот Пит         | Џек Тајри         |
| Џекамо Базел     | Џек Хенон         |